# الخرباق بن عمرو
ذو اليَدينِ عَبْدُ عَمْرو بن نَضْلَة الخُزَاعِي رجل من بني سُلَيم، يقال له: الْخِرْباق، وقيل: اسمه عَبْدُ عَمْرو بن نَضْلَة الخُزَاعِي، وقيل: عمرو بن عبد وَدٍّ، من أهل ذي خشب، من ناحية البصرة.
قال أبو نعيم في كتابه (معرفة الصحابة) "ذُو الْيَدَيْنِ وَيُقَالُ اسْمُهُ الْخِرْبَاقُ، وَيُكَنَّى أَبَا الْعُرْيَانِ، كَانَ يَنْزِلُ بِذِي خَشَبٍ، مِنْ نَاحِيَةِ الْبَصْرَةِ".

## سبب كنايته
أَخرجه أَبو موسى، يقال: كان في يديه طول فلُقب بذي اليدين، وهو حجازي، شهد النّبيّ ﷺ، وقد رآه وهم في صلاته فخاطبه، قال ابن عبد البر: وليس هو ذا الشّمالين؛ ذو الشّمالين رجل من خُزَاعة حليف لبني زهرة، قُتل يوم بدر، نسبه ابن إسحاق وغيره، وذكروه فيمن استشهد يوم بَدْر. وذو اليدين عاش حتى روَى عنه المتأخّرون من التّابعين، وشهد أبو هريرة يوم ذي اليدين، وهو الرّاوي لحديثه، وصحَّ عنه فيه قولُه ﷺ: بينا نحن مع رسول الله ﷺ صلّى بنا رسولُ الله ﷺ إحدى صلاتي العشيّ، فسلّم من ركعتين، فقال له ذو اليَدَيْن (*)... وذكر الحديث. وأبو هريرة أسلم عام خَيْبَر بعد بَدْر بأعوام، فهذا يُبَيِّن لك أنّ ذا اليدين الذي راجع النبيَّ ﷺ يومئذ في شأن الصّلاة ليس بذي الشّمالين المقتول يوم بَدْر. وقد كان الزّهري مع علمه بالمغازي يقول: إنه ذو الشّمالين المقتول ببدر، وإن قصّةَ ذي اليدين في الصّلاة كانت قبل بَدْر، ثم أحكمت الأمور بعدُ، وذلك وَهْمٌ منه عند أكثر العلماء، وروى شعيب بن مطير عن أَبيه مطير، ومطيرٌ حاضر يُصدقه بمقالته، قال: يا أَبتاه، أَليس أَخبرتني أَنّ ذا اليدين لقيك بذي خَشَب، فأخبركَ أَنَّ رسولَ الله ﷺ صلّى بهم إحدى صلاتي العشيّ وهي الظُّهر، فسلَّم من ركعتين، ثم قام واتّبعه أبو بكر وعُمر، وخرج سَرَعان النّاس، فلحقه ذو اليدين ومعه أبو بكر وعُمر، فقال: يا رسول الله؛ أَقَصَرْتَ الصَّلَاة أم نسيت؟ قال: «مَا قَصَرْتُ الصّلاةَ وَلَا نَسِيتُ». ثم أَقبل رسولُ الله صَلَّى الله عليه وسلم على أَبي بكر وعمر فقال: «ما يقولُ ذو اليدين؟» فقالا: صدق يا رسول الله. فرجع رسول الله ﷺ فصلَّى ركعتين، ثم سجد سجْدَتي السّهو (*)، وهذا يوضِّحُ لك أن ذا اليدين ليس ذا الشَّمالين المقتول ببَدْر، لأن مطيرًا متأخر جدًّا لم يُدْرِك من زمن النّبيّ ﷺ شيئًا.
وذكر أبو العبّاس محمد بن يزيد المَبْرد في "الأذواء" من اليَمَن في الإسلام مَنْ لم يُشهر أَكثرهم عند العلماء بذلك، فممن ذكره: ذو الشّهادتين خزيمة بن ثابت، وهو مشهورٌ باسمه وحاله، فلا حاجة إلى ذكره في الأذواء، وإنما يذكر فيهم من لم يعرف إلا بذلك أو مَنْ غلَب عليه، وممن ذكره: ذو العَيْنِ قتادة بن النعمان، أصيبَتْ عينُه فردَّها رسولُ الله ﷺ، فكانت أحسن عينيه، وكانت لا تعتلّ وتعتلُّ التي لم تُرَدّ، ومنهم: أبو الهيثم بن التّيهان "ذو السّيفين"، كان يتقلَّد سيفين في الحرب، ومنهم: "ذو الرّأي"، الحباب بن المنذر صاحب المشورة يوم بدر، أخذ رسولُ الله ﷺ برأيه، وكانت له آراء مشهورة في الجاهليّة، ومنهم: ذو المشهّرة" أبو دُجانة، سماك بن خرشةَ كانت له مُشَهَّرَة إذا خرج بها يختالَ بين الصّفين لم يُبْقِ ولمَ يَذر، وهؤلاء كلهم أنصاريون، ومن غيرهم: "ذو النّور"، عبد الله بن الطفيل الأزدي ثم الدّوسي، أعطاه النّبيّ ﷺ نورًا في جبينه ليدعو قومه به. فقال: يا رسول الله، هذه مُثْله، فجعله رسول الله ﷺ في سوطه، وذكر ذا اليدين الخزاعيّ، وأنه كان يُدْعى ذا الشّمالين، فسّماه رسولُ الله ﷺ ذا اليدين، وذكره أنه هو القائل: أقصرت الصّلاة أم نسيت؟(*) وقد تقدّم في ذكر ذي اليدين ما فيه كفاية، ومحالٌ عند أهل العلم أن يُذكر أبو الهيثم بن التّيهان، وقتادة بن النّعمان، وخزيمة بن ثابت في الأذواء، وهذا لا معنى له عند العلماء، وقد أجمعوا أن عثمان بن عفان يقال له ذو النّورين، ولم يذكُرْهُ المبرد في الأذواء، فدَّل على أنه لم يصنع شيئًا في الأذواء، إذ ذكر فيهم من لم نذكر فيهم.
روى ابْنُ أَبِي شَيْبَة أن محمد بن سُويد أفطر قبل الناس بيوم، فأنكر عليه عمر بن عبد العزيز، فقال: شهد عندي فلان أنه رأى الهلال. فقال عمر: أو ذو اليدين هو؟ وروت أم حكيم بنت دينار، عن مولاتها أم إسحاق؛ قالت: دخلتُ على رسول الله صلى الله عليه وآله وسلم فأُتى بخبز ولحم، فقال: «كُلِي»، فأكلت، ثم ناولني عِرقًا فرفعتُ إلى فِيّ، فذكرت أني صائمة فبقيَتْ يدي لا أستطيع أنْ أرفعها إلى فمي، ولا أستطيع أن أضَعها، فقال النّبيّ صَلَّى الله عليه وآله وسلم: «مَا لَكِ يَا أُمَّ إِسْحَاقَ؟» قلت: يا رسول الله، إني كنتُ صائمة. فقال: «أتِمّي صومك». فقال ذو اليدين: الآن حيث شبعت! فقال النّبي ﷺ: «إنَّمَا هُوَ رِزْقٌ سَاقَهُ الله إِلَيْهَا»(*).

## معلومات عن ذو اليدين
وقال القاضي عياض في «شرح مسلم» وأما حديث ذي اليدين فقد ذكر مسلم في حديث عمران بن حصين أن اسمه الخرباق وكان في يديه طول وفي الرواية الأخرى بسيط اليدين وفي حديث أبي هريرة رجل من بني سليم ووقع للعذري سلم وهو خطأ وقد جاء في حديث عبيد بن عمير مفسرا فقال فيه ذو اليدين أخو بني سليم وفي رواية الزهري ذو الشمالين رجل من بني زهرة وبسبب هذه الكلمة ذهب الحنفيون إلى أن حديث ذي اليدين منسوخ بحديث ابن مسعود قالوا لأن ذا الشمالين قتل يوم بدر فيما ذكره أهل السير وهو من بني سليم فهو ذو اليدين المذكور في الحديث وهذا لا يصح لهم وإن قتل ذو الشمالين يوم بدر فليس هو بالخرباق وهو رجل آخر حليف لبني زهرة اسمه «عمير بن عبد عمرو» من خزاعة بدليل رواية أبي هريرة حديث ذي اليدين ومشاهدته خبره ولقوله صلى بنا رسول الله وذكر الحديث وإسلام أبي هريرة بخير بعد يوم بدر بسنتين فهو غير ذي الشمالين المستشهد ببدر وقد عدوا قول الزهري فيه هذا من وهمه وقد عدهما بعضهم حديثين في نازلتين وهو الصحيح لاختلاف صفتهما لأن في حديث الخرباق ذا الشمالين أنه سلم من ثلاث وفي حديث ذي اليدين من اثنتين وفي حديث الخرباق إنها العصر وفي حديث ذي اليدين الظهر لغير شك عند نعضهم وقد ذكر مسلم ذلك كله اناتهى وقال أبو عمر ذو اليدين غير ذي الشمالين المقتول ببدر بدليل ما في حديث أبي هريرة وأما قول الزهري في هذا الحديث أنه ذو الشمالين فلم يتابع عليه.